# Sanne (album)
 For alternative betydninger, se Sanne. (Se også artikler, som begynder med Sanne)
Sanne er det sjette studiealbum fra den danske sangerinde Sanne Salomonsen. Albummet udkom i 1989 på Virgin. Det var bl.a. produceret af Rugsted & Kreutzfeldt, mens teksterne var skrevet af navne som  Thomas Helmig, Anne Linnet, og Sanne Salomonsens daværende mand Mats Ronander.  Sanne gik som den første danske plade nogensinde ind som nummer ét i Sverige, og solgte samlet 600.000 eksemplarer i Skandinavien. Albummet endte med at blive årets mest solgte danske rockalbum, og udkom året efter i en engelsk udgave med titlen Love Is Gonna Call (1990). Sanne er det femtemest solgte album nogensinde i Danmark, med over 400.000 solgte eksemplarer indtil 2007.
Albummet affødte hitsinglerne "Hvis du forstod", "Kærligheden kalder", og "Jeg' i live", alle med tekst af Thomas Helmig. Sidstnævnte var også en duet med Helmig. "Jeg' i live" blev i 2011 indspillet af den danske sanger Burhan G på albummet af samme navn.

## Spor
| #   | Titel                       | Tekst         | Musik                     | Længde |
| --- | --------------------------- | ------------- | ------------------------- | ------ |
| 1.  | "Kærligheden kalder"        | Thomas Helmig | Stig Kreutzfeldt          | 4:33   |
| 2.  | "Uden dig"                  | Anne Linnet   | Jens Rugsted, Kreutzfeldt | 4:23   |
| 3.  | "Hvis du forstod"           | Helmig        | Kreutzfeldt               | 4:38   |
| 4.  | "Dagdrømmer"                | Helmig        | Rugsted                   | 3:56   |
| 5.  | "Leve dit liv"              | Mats Ronander | Rugsted                   | 4:30   |
| 6.  | "Sæt fri"                   | Rugsted       | Rugsted                   | 3:36   |
| 7.  | "Jeg' i live"               | Helmig        | Rugsted                   | 4:08   |
| 8.  | "Du ka' stille min længsel" | Linnet        | Rugsted, Kreutzfeldt      | 6:05   |
| 9.  | "Ingen ka' forhindre"       | Linnet        | Rugsted, Kreutzfeldt      | 3:32   |
| 10. | "Tænk på mig"               | Helmig        | Rugsted                   | 4:24   |

## Hitlister
| Hitliste (1989)             | Højeste placering |
| --------------------------- | ----------------- |
| Danmark (IFPI)              | 1                 |
| Sverige (Sverigetopplistan) | 1                 |